# 齋藤潤
齋藤 潤（さいとう じゅん）は、日本の内閣府官僚。内閣府政策統括官、内閣府参与、日本経済研究センター研究顧問、慶應義塾大学大学院商学研究科特任教授、慶應義塾大学経済学部特別招聘教授等を歴任した。

## 人物・来歴
1975年東京大学経済学部卒業。1978年東京大学大学院経済学研究科修士課程修了、経済企画庁入庁。1982年オックスフォード大学大学院留学。1987年国際通貨基金事務局エコノミスト。1993年青山学院大学大学院国際政治経済学研究科非常勤講師。1996年日本経済研究センター経済分析部主任研究員（短期予測主査）。
1998年経済企画庁物価局物価調整課長。2001年内閣府参事官（経済財政運営：企画・経済対策担当）、中央大学大学院経済学研究科客員教授。2002年内閣府参事官（経済財政分析：総括担当）。2004年内閣府参事官（経済財政運営：総括担当）。2005年内閣府大臣官房審議官（経済財政運営担当）兼内閣府計量分析室長。2007年内閣府政策統括官（経済財政分析担当）。2009年東洋大学大学院経済学研究科客員教授。
2012年退官、内閣府本府参与、日本経済研究センター研究顧問、慶應義塾大学大学院商学研究科特任教授、東京大学経済学部非常勤講師、東京大学公共政策大学院非常勤講師。2016年国際基督教大学教養学部客員教授。2018年慶應義塾大学経済学部特別招聘教授。専門は経済政策。2021年春の叙勲で瑞宝中綬章受章。